# Murcia (oraș)
Murcia este un oraș în Spania.

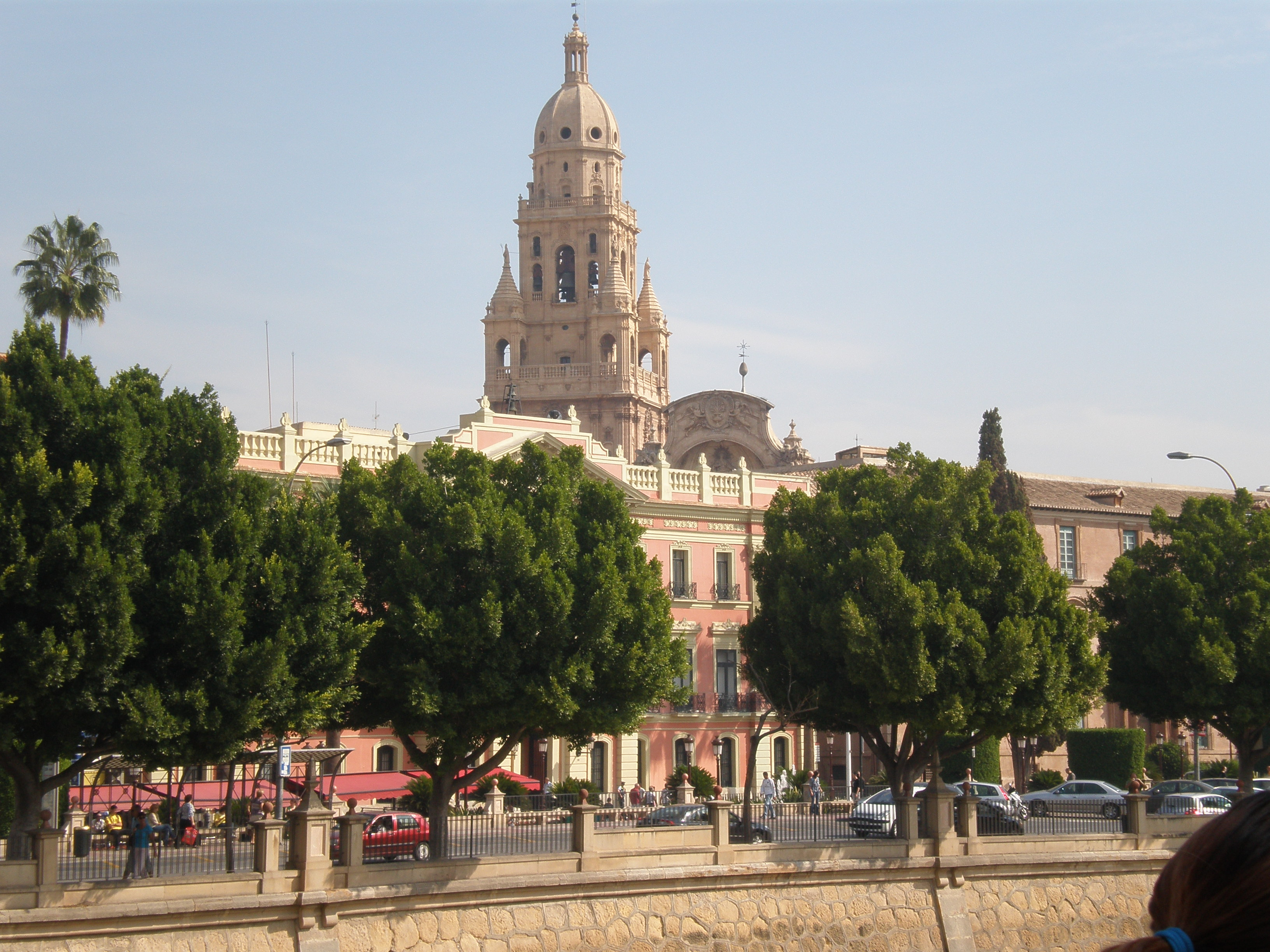
Imagine de pe malul râului Segura, unde se observă turnul catedralei

Este reședința Comunității autonome Murcia, fiind cel mai mare oraș din această regiune, cu o populație de 436.870 de locuitori în 2009.

## Personalități născute aici
- Pedro de Orrente (1580 - 1645), pictor;
- Françoise Duparc (1726 - 1778), pictoriță.